# Григорьев, Сергей Юрьевич (артист)
Серге́й Ю́рьевич Григо́рьев (7 января 1958, Москва, РСФСР, СССР — 19 августа 2022, Текоа, Западный берег реки Иордан, Израиль) — советский и российский актёр-кукловод, музыкант, сценарист. 
Получил известность как кукловод (1987—2014) и голос (1991—2014) персонажа детской телепередачи «Спокойной ночи, малыши!» — пса Фили.

## Биография

### Происхождение
Родился 7 января 1958 года в Москве. С детства мечтал стать кукловодом. Мать работала переводчицей и водила своего сына по театрам, смастерила для него первые куклы, потом он их уже сам шил.
Окончил музыкальную школу (скрипка). Затем, в 1978 году — Государственное музыкальное училище имени Гнесиных, факультет театрального искусства, экспериментальный курс отделения актёров театра кукол при Театре кукол С. В. Образцова (руководители Л. А. Хайт и С. В. Образцов). В 1988 году окончил режиссёрское отделение факультета эстрады и массовых представлений ГИТИСа (курс В. А. Шалевича).

### Творческая карьера
В 1975 году начал сотрудничать с ансамблем «Звездочёты» — в их варианте песни Юлия Кима «Капитан Беринг открыл наш дикий берег» звучат гитара и голос Сергея Григорьева. В 1977 году организовал бард-группу — квартет под названием «Ку-Ку», который записал и выпустил магнитоальбом на стихи Булата Окуджавы, Юлия Кима, Владимира Ланцберга и Эдуарда Багрицкого. Пел, играл на гитаре и других музыкальных инструментах. Как музыкант вдохновлялся поэзией Булата Окуджавы и Юлия Кима.
С 1978 по 1986 год был ведущим артистом театрально-эстрадного ансамбля «Люди и куклы», созданном Л. А. Хайтом при Кемеровской Областной Филармонии.  В 1986 году работал в фольклорном Ансамбле Дмитрия Покровского.
С 1987 году работал на Центральном телевидении в программе «Спокойной ночи, малыши!» кукловодом для персонажа — пса Фили, которого озвучивал актёр Игорь Галуненко. При создании одного из выпусков передачи И. Галуненко не оказалось в Москве, когда потребовалось выпуск срочно переснять. Тогда Филю озвучил сам Сергей Григорьев («Ничего не поделать. Бери куклу и гавкай. Пойдёт Филя с твоим голосом»), и его работа понравилась создателям программы. Так в конце 1988 года у Фили появился новый голос, который с 1991 года, когда Игорь Галуненко эмигрировал в США, стал постоянным. В телепрограмме «Спокойной ночи, малыши» Сергей Григорьев работал до 2014 года. Помимо Фили, он иногда водил и других персонажей, а также писал сценарии к передаче.
С середины 1990-х принимал участие в программе Виктора Шендеровича «Куклы» на НТВ, исполняя в ней разные роли.
С 2003 года исполнял роль кота Коксика в телепрограмме «Шишкин лес».

### Последние годы жизни и смерть
Был болен раком. Врачи утверждали, что вылечить актёра могут только в Израиле. В 2014 году переехал в Израиль к своему старшему сыну и проходил курс лечения. Последние несколько лет артист жил на Западном берегу реки Иордан в еврейском поселении Текоа. По словам актрисы Натальи Голубенцевой: «Его оттуда врачи не выпускали, потому что сказали, что он или там, или он может умереть». Большую часть времени Сергей Григорьев проводил в Израиле, но, время от времени приезжая в Россию, принимал участие в съёмках детской передачи.
Скончался 19 августа 2022 года на 65-м году жизни от инфаркта, в Текоа, где был похоронен 21 августа на кладбище общины.

## Семья и личная жизнь
Старший сын — Эльдад — фельдшер спасательной службы MaDA в Израиле. Весной 2022 года он был в составе группы израильских медиков, отправившихся в полевой госпиталь «Кохав Меир» на Украине.
Младшие дети — Екатерина и Алексей Григорьевы — живут в Москве.

## Отзывы
Коллега по программе Наталья Голубенцева: «Профессионал он был высокой масти. Он очень был талантливый человек во всём, и как артист, и как кукольник. Всегда помогал нам технически, когда возникали какие-то вопросы. И он очень был позитивный человек, несмотря на свои болячки, никогда не сдавался». По словам Голубенцевой, пёс Филя и артист Сергей Григорьев сроднились: «Они были друг на друга очень похожи. Про него говорили просто: не Сережа, а Филя. Это просто не отличишь».